# Hala widowiskowo-sportowa RCS Lubin
|  |

Sala Sporturilor și Spectacolelor RCS (în poloneză Hala widowiskowo-sportowa RCS), situată în Odrodzenia 28 B, este o sală multifuncțională din Lubin, Polonia. Este folosită ca bază locală pentru echipele masculine și feminine de handbal, volei și baschet din oraș, precum MKS Zagłębie Lubin. Sala este propietatea orașului Lubin și este administrată de Centrul Sportiv Regional Lubin (în poloneză Regionalne Centrum Sportowe Lubin RCS Lubin).
Sala Sporturilor și Spectacolelor RCS a fost construită între 2012-2014 și a fost inaugurată pe 27 august 2014. Sala are o suprafață de 5 600 m2, dispune de un teren de joc care măsoară 45 m x 24 m și este folosită pentru handbal, volei, baschet, tenis, badminton și concerte. În funcție de eveniment, sala poate găzdui între 3 714 spectatori la evenimente sportive și 4 500 spectatori la spectacole. Sala dispune de un restaurant cu o suprafață de 140 m2, cu spațiu pentru 50 persoane, o sală de conferințe, care în funcție de eveniment poate găzdui între 21 și 63 de persoane, o sală fitness și facilități de recuperare sportivă. De asemenea, există o parcare cu 264 de locuri și o parcare subterană cu 110 locuri. Sala este adaptată nevoilor persoanelor cu dizabilități fiind dotată cu rampe și lifturi.